# 弥富市立図書館
弥富市立図書館（やとみしりつとしょかん）は、愛知県弥富市前ケ須町にある公共図書館である。
1976年（昭和51年）5月1日に弥富町立図書館として開館し、1985年（昭和60年）7月に現行館に移転した。2006年（平成18年）の市制施行を機に弥富市立図書館に改称している。2015年度（平成27年度）末の蔵書数は174,923冊、2015年度の貸出冊数は140,496冊だった。複合施設全体の延床面積は4,035.47m2、図書館部分の床面積は1,978.21m2である。弥富市と海部・津島地域の住民のほかに、三重県桑名郡木曽岬町の住民も貸出カードを作成可能である。

## 歴史

### 旧館時代(1976年-1985年)

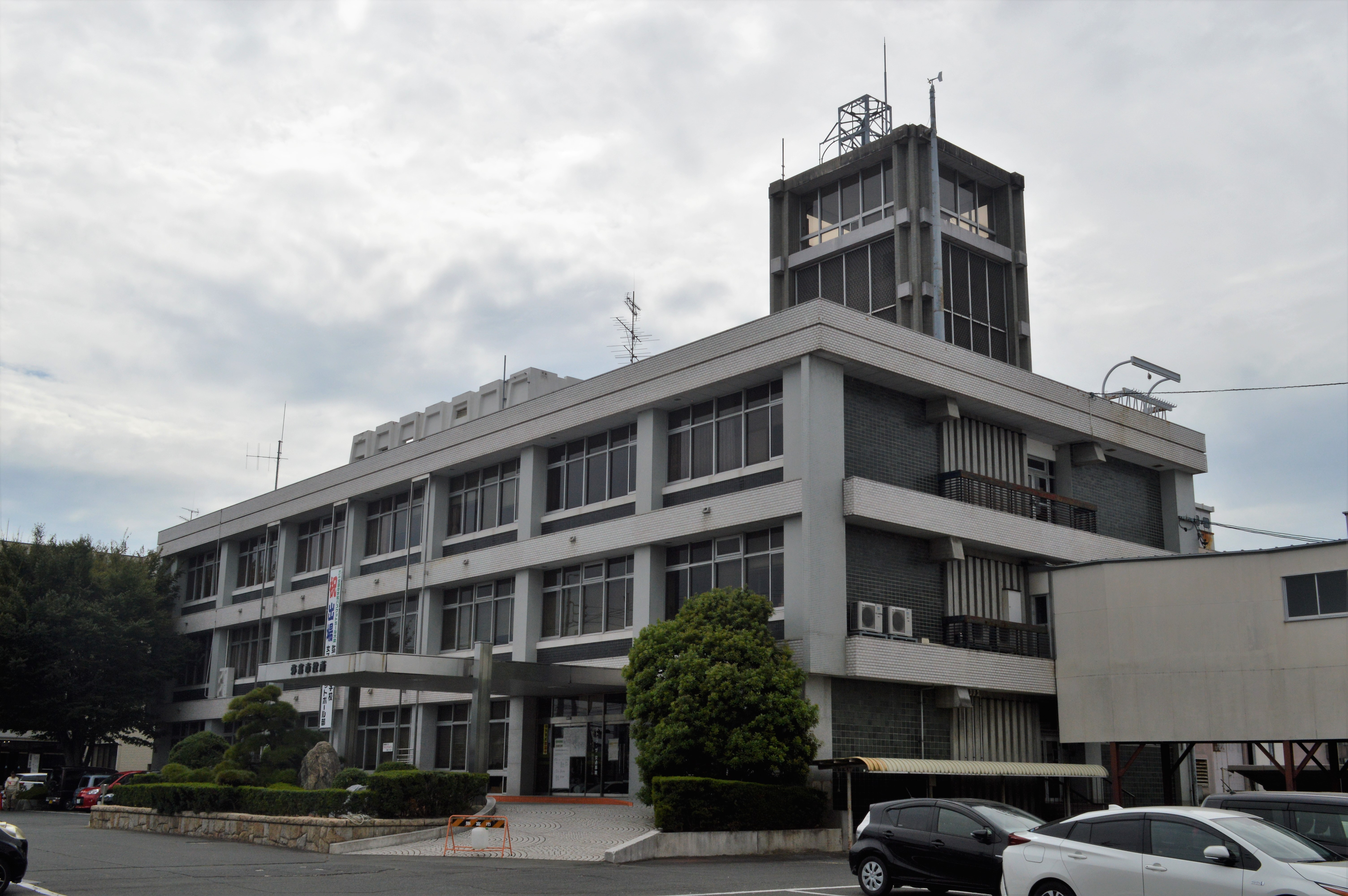
2階の一角に図書館が入っていた弥富市役所

明治時代の海西郡（後の海部郡）彌富村は文鳥と金魚の養殖を特産とする村であり、1903年（明治36年）には海西郡で初めて町制を施行して彌富町となった。太平洋戦争後にも弥富金魚の養殖で栄え、また名古屋市のベッドタウンとして宅地開発が行われた。1955年（昭和30年）には彌富町から弥富町に改称している。1971年（昭和46年）5月には旧弥富町役場跡地に弥富町立中央公民館が開館しており、中央公民館には図書室があった。
電源立地促進対策交付事業として図書館の整備が計画され、1975年（昭和50年）6月には弥富町役場を核とする施設を着工した。1976年（昭和51年）5月1日、弥富町役場の2階の一角に弥富町立図書館が設置された。開館した1976年度の蔵書数は11,025冊。延床面積は360m2であり、その内訳は開架書架が154m2、一般閲覧コーナーが40m2、児童コーナーが40m2、ブラウジングコーナーが24m2などだった。開館日は水曜・土曜・日曜日の週3日間（に加えて祝日）であり、休館日は月曜・火曜・木曜・金曜・第3日曜日・年末年始だった。開館時間は9時から16時30分だった。弥富町在住・在勤者に対して、2冊まで2週間の館外貸出を行った。
1978年（昭和53年）時点では公民館長を兼任する図書館長、司書資格を有する係長、女子職員2人の計4人が運営にあたっていた。1978年時点で貸出冊数に対する比率を見ると、高校生以上が40%、小中学生が60%と、子どもの利用が多かった。1978年8月31日時点の蔵書数は18,391冊だったが、年間に4,000冊から6,000冊を購入したことで、1980年度には蔵書数が30,330冊となり、1983年度には蔵書数が45,334冊となった。1976年度の貸出冊数は35,055冊だったが、1983年度には2倍の70,366冊となった。
弥富町の北部は商工業を中心とする人口の多い地域であり、南部は農業を中心とする人口のまばらな地域である。弥富町の町域は南北に長iく、図書館は町域の北部にあるため、利用者は北部在住者がほとんどだった。南部の住民に対して公平なサービスを提供するという観点から、開館翌年の1977年（昭和52年）2月には移動図書館サービスを開始した。1977年の開始当初は、ポプラ台団地・白鳥台団地・楽荘団地・弥生保育所・大藤団地・鍋田支所・藤木海運寮・二葉保育所の8ステーションを、1か月に1回の頻度で巡回した。移動図書館は一般成人（主に主婦）を重視する方針をとっており、1978年の利用者比率は高校生以上が63％、小中学生が37%と、図書館本館とは逆の結果になっている。

### 現行館時代(1985年-)

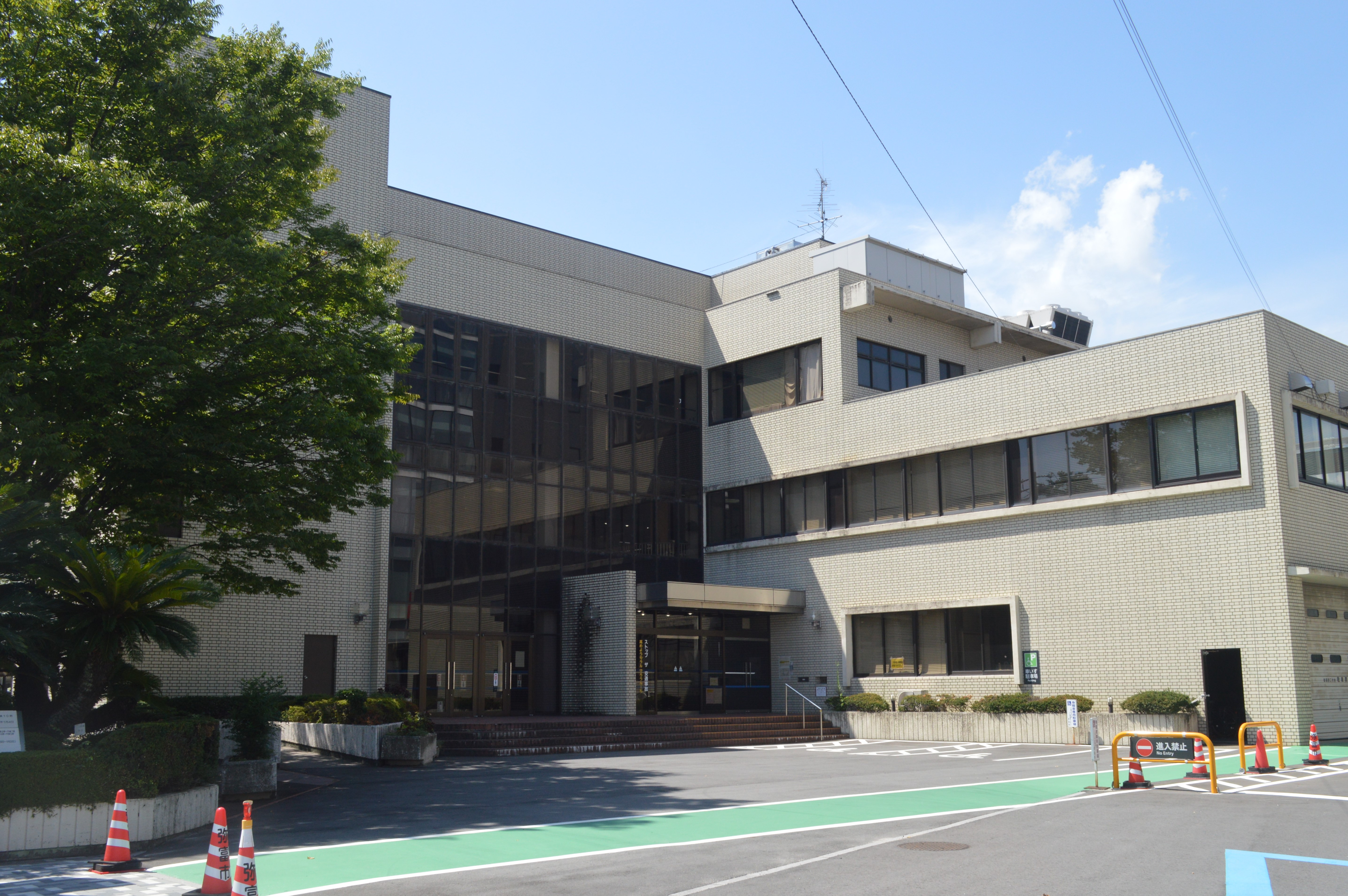
2階に図書館が入っている図書館棟

1976年の開館後に蔵書数や利用者数が増加し、1984年には開館当時と比べて貸出冊数が約2倍となった。既存の施設が飽和状態となったため、弥富町役場の南側に図書館を中心とする複合施設の建設を計画。1984年（昭和59年）5月31日に着工し、1985年（昭和60年）2月1日には移転準備のために旧館が長期休館に入った。3月25日に複合施設が竣工すると、7月1日に新館が開館した。新館開館にともなって、視聴覚資料の館内利用や、資料の展示を開始している。1階が保健センター、2階が図書館、3階が町民ホールという複合施設だった。複合施設の総事業費は約8億5800万円。
新館開館後も移動図書館の運行を継続したほか、読書講座や講演会の開催、読書グループの育成などを行なっている。1986年（昭和61年）12月にはコンピュータ（電算システム）の稼働を開始した。1988年（昭和63年）10月には視聴覚資料（レコード・カセット・CD）の館外貸出を開始した。1989年（平成元年）12月には閉架書庫に電動式密集書架を設置した。1992年（平成4年）3月にはビデオの館外貸出を開始した。道路整備が進んで図書館までのアクセスが便利になったこともあり、現行館の開館後には移動図書館の利用者が減少した。運行開始から20年後の1997年（平成9年）3月には移動図書館サービスを廃止した。

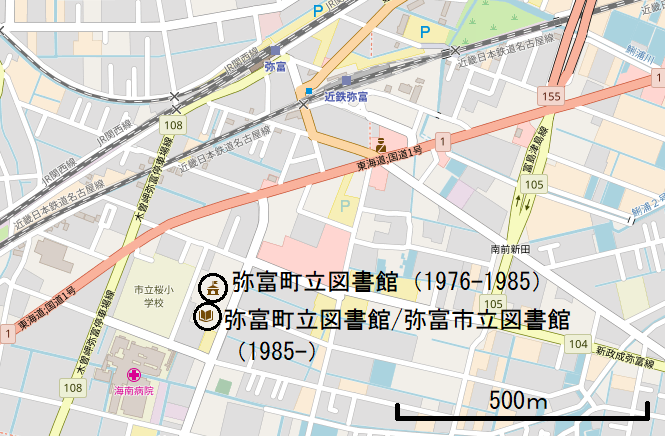
旧館と現行館の位置

2001年（平成13年）4月には蟹江町・十四山村・飛島村の住民に対して広域貸出を開始し、あわせてインターネットサービスを開始した。2006年（平成18年）4月には弥富町が十四山村を編入合併し、市制施行して弥富市となったため、弥富町立図書館は弥富市立図書館に改称した。同年12月には水曜・木曜・金曜の開館時間を延長し、土曜・日曜に住民票と印鑑証明書の発行を開始した。
2007年（平成19年）4月には愛西市の住民に対して広域貸出を開始した。同年7月にはDVDの貸出を開始し、同年12月には公式ウェブサイトを開設した。2009年（平成21年）4月には弥富市役所十四山支所1階部分に十四山支所図書コーナーを開設した。2013年（平成25年）3月にはインターネット上での図書の予約と貸出延長のサービスを開始した。

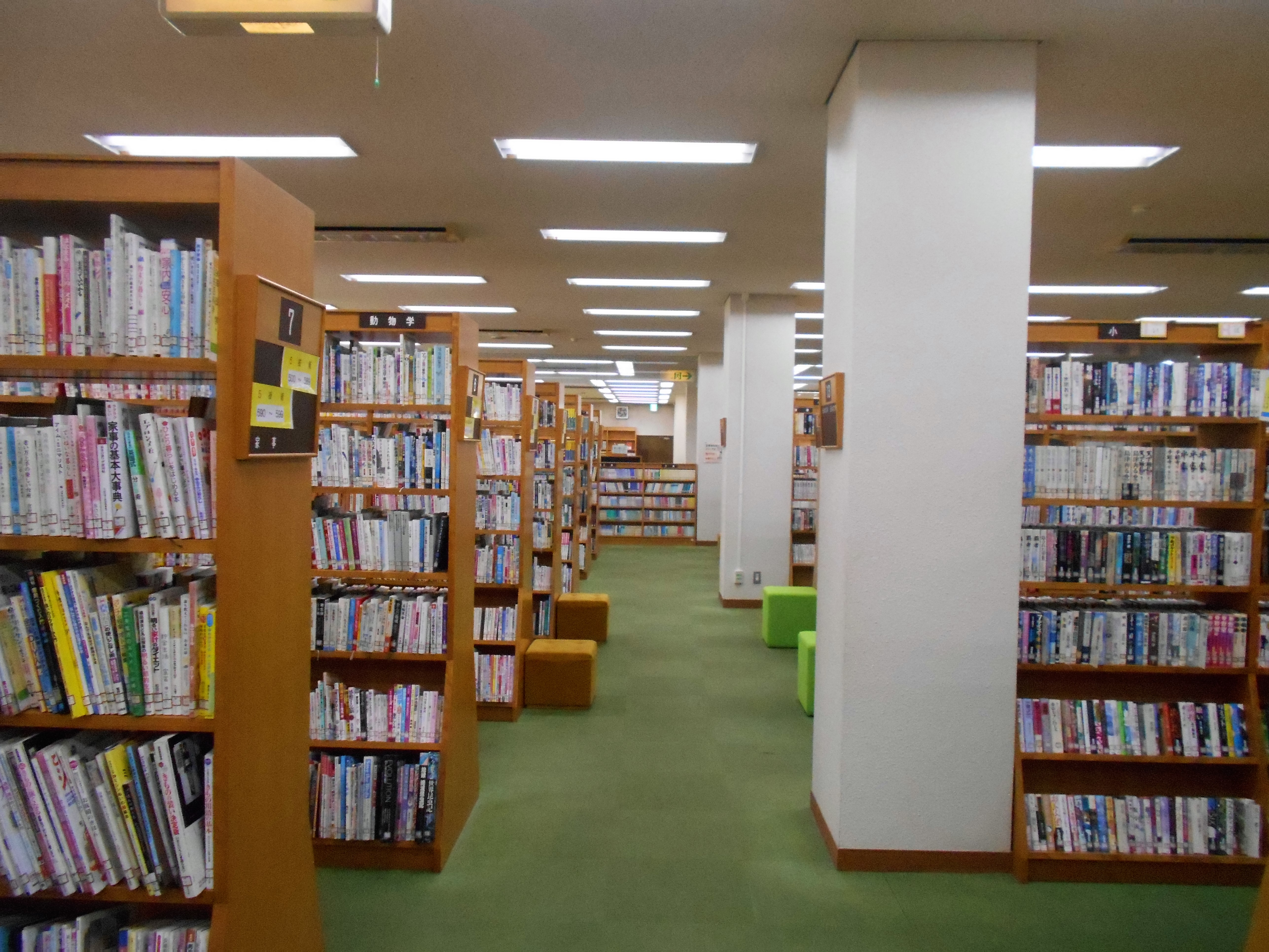
一般書の開架
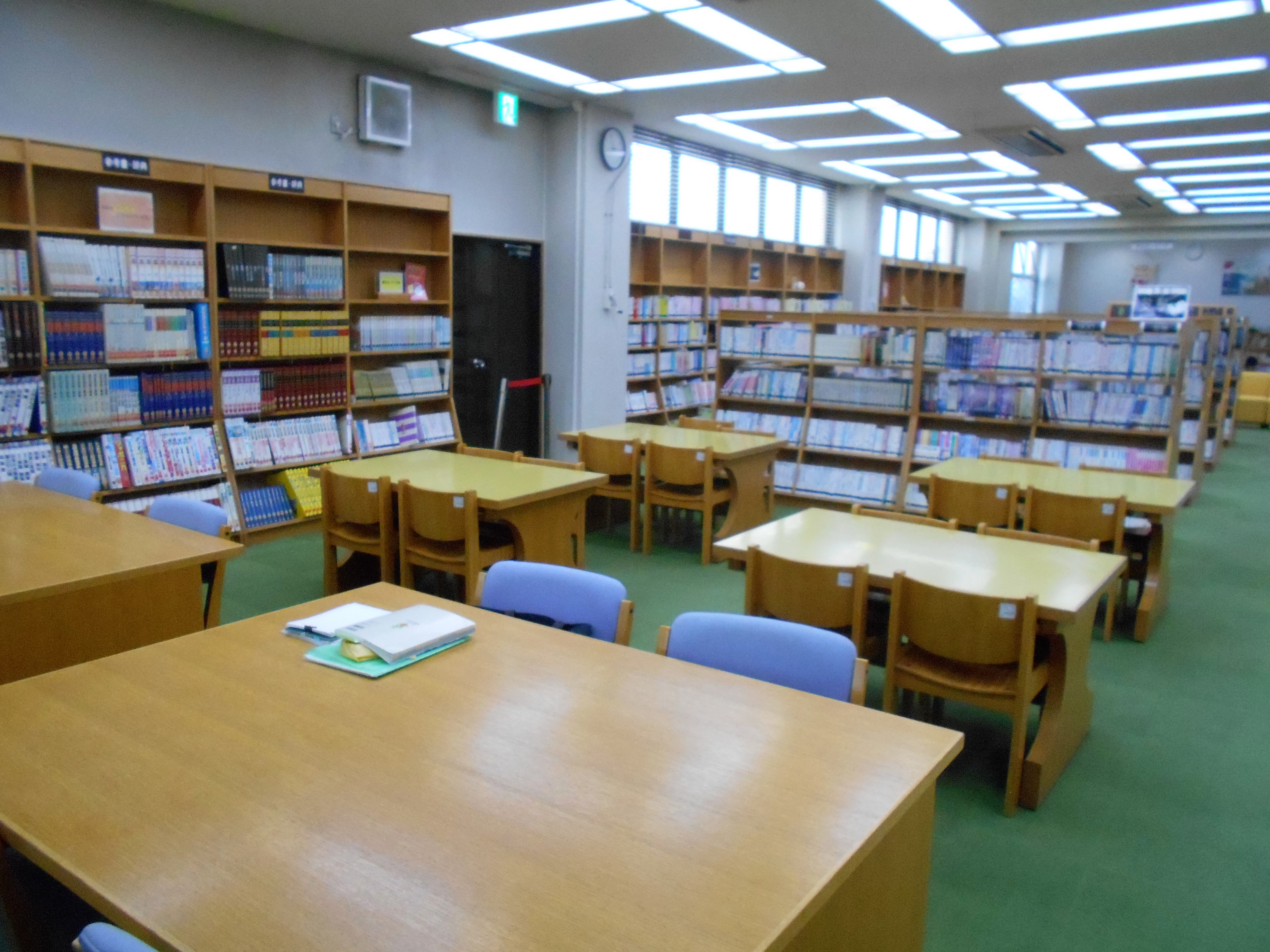
児童書の開架
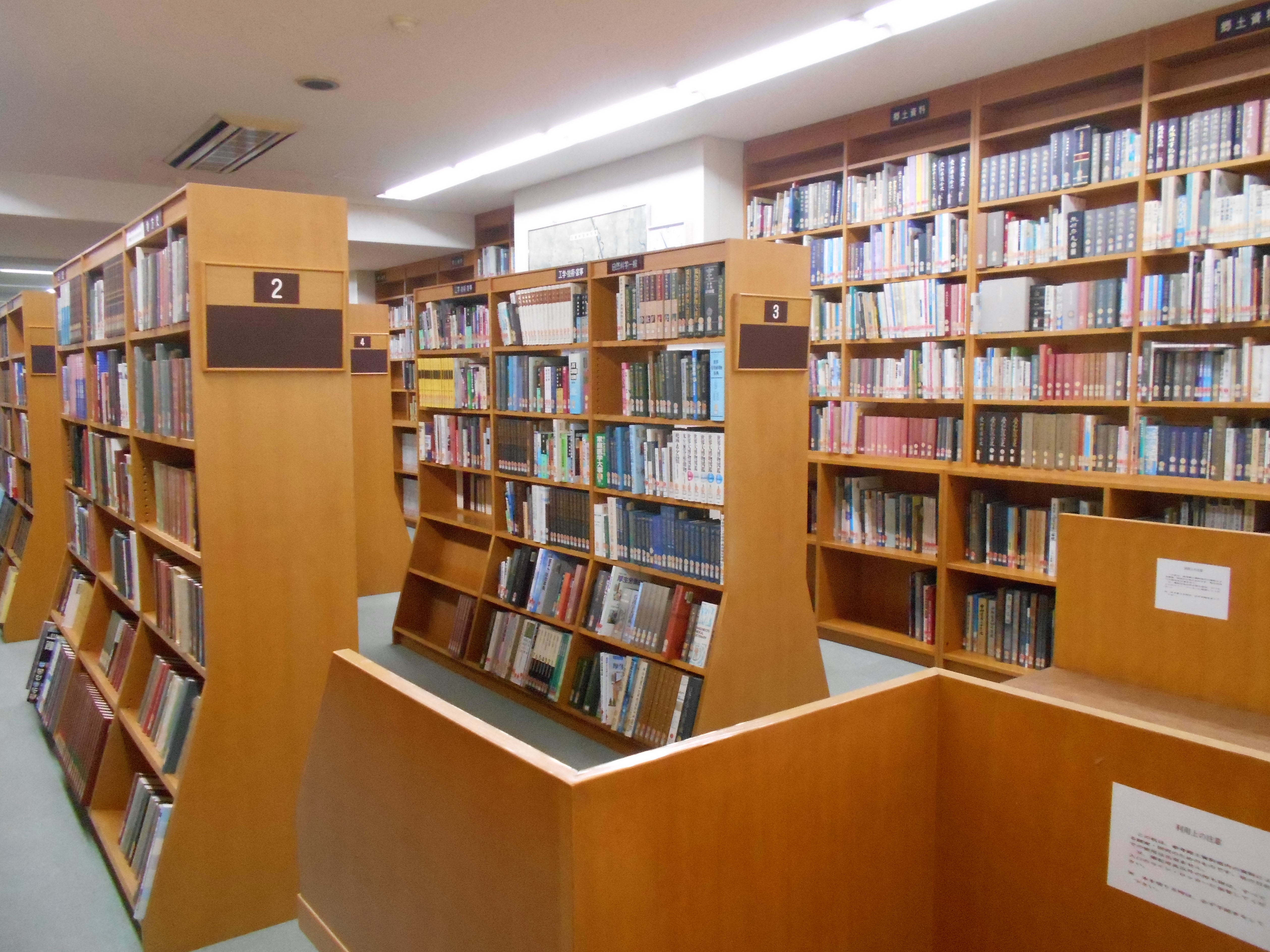
参考郷土資料室
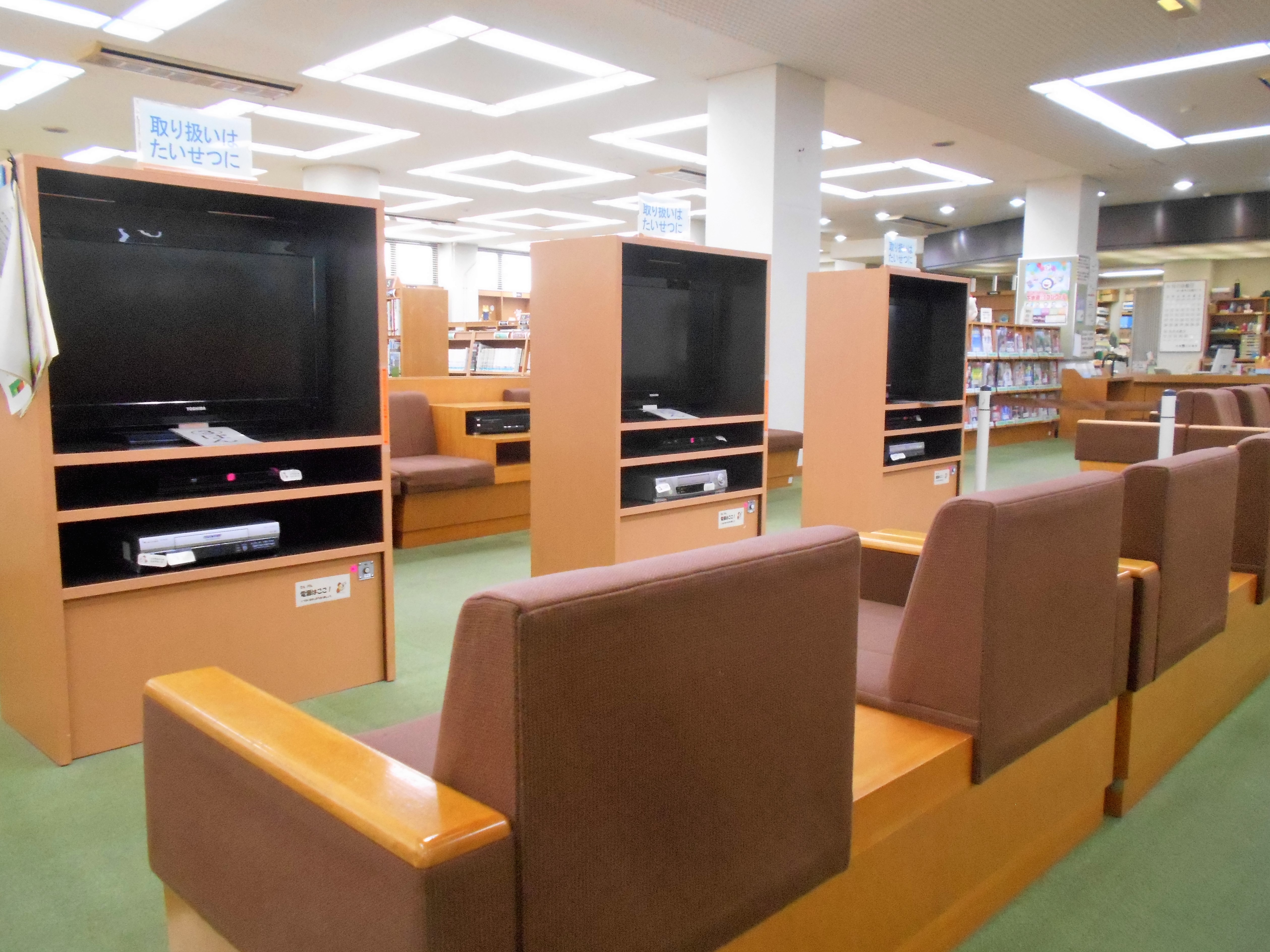
AVコーナー

## 利用案内
- 開館時間[2]
  - 火曜日-金曜日 : 9時から19時
  - 土日・祝日 : 9時から17時
- 休館日[2] : 毎週月曜日、年末年始、特別整理期間
- 貸出カード作成可能者[2]
  - 弥富市在住・在勤・在学者
  - 海部・津島地域（津島市、愛西市、あま市、大治町、蟹江町、飛島村）、三重県桑名郡木曽岬町在住者
- 貸出資料[2] : 図書、雑誌、大活字本、紙芝居、カセットテープ、CD・DVD・ビデオテープ
- 貸出点数[2] : 7点まで
- 貸出期間[2] : 2週間